# Huia melasma
Espèce
Synonymes
- Odorrana melasma (Stuart & Chan-ard, 2005)

Statut de conservation UICN

 DD  : Données insuffisantes
Huia melasma est une espèce d'amphibiens de la famille des Ranidae.

## Répartition
Cette espèce est endémique de Thaïlande. Elle se rencontre dans les provinces de Kanchanaburi, de Chiang Mai et de Prachuap Khiri Khan,. 

## Publication originale
- Stuart & Chan-ard, 2005 : Two new Huia (Amphibia: Ranidae) from Laos and Thailand. Copeia, vol. 2005, no 2, p. 279-289 (texte intégral).